# Re (Italia)
Re es una localidad y comune italiana de la provincia de Verbano-Cusio-Ossola, región de Piamonte, con 788 habitantes.

## Evolución demográfica
| Gráfica de evolución demográfica de Re entre 1861 y 2001 |
|                                                          |
| Fuente ISTAT - elaboración gráfica de Wikipedia          |